# Creu (zoologia)

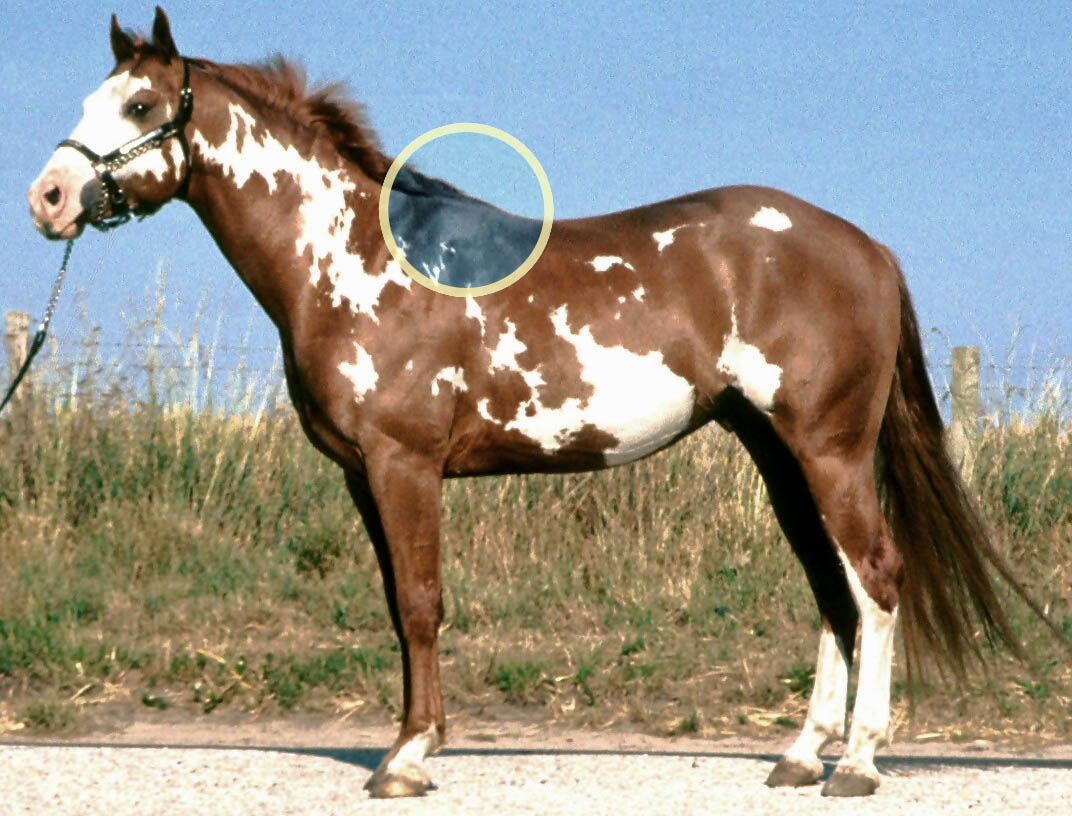
El cercle groc indica la posició de la creu en un cavall

La creu  o creuera en zoologia, i referida als quadrúpedes, és una prominència a la porció anterior de l'espinada i definida pel fet que les apòfisi espinoses de les primeres vèrtebres dorsals són més llargues que les restants. En aquestes apòfisis s'hi insereixen alguns músculs importants com els del coll. En les cavalleries es considera com a senyal de bon caràcter el fet que la creu sigui alta i poc carnosa.